# Aglaia saxonii
Aglaia saxonii là một loài thực vật có hoa trong họ Meliaceae. Loài này được W.N.Takeuchi mô tả khoa học đầu tiên năm 2000.